# Fort Sumner
Fort Sumner byla vojenská pevnost na Teritoriu Nové Mexiko, jejíž posádka zorganizovala internaci Navahů a Mescalero Apačů v letech 1863 až 1868 v nedalekém Bosque Redondo.

## Dějiny
Kongres Spojených států amerických schválil výstavbu Fort Sumner 31. října 1862. Generál James Henry Carleton ospravedlňoval existenci pevnosti jako ochranu bílých osadníků v údolí řeky Pecos před Mescalero Apači, Kiowy a Komanči. Založil indiánskou rezervaci Bosque Redondo. V rezervaci o rozloze 4 100 km² pak bylo nuceno žít více než 9 000 Navahů a Mescalero Apačů kvůli obvinění, že útočili na osady bílých osadníků, které se nacházely v blízkosti indiánských území. Pevnost byla pojmenována pro generálovi Edwinu Vose Sumnerovi.
Rezervace měla učit indiány moderní farmářské metody, aby se stali soběstačnými v pěstování zemědělských plodin. Armádní důstojníci a vládní zmocněnci zodpovědní za komunikaci s indiány si brzy uvědomili, že rezervace Bosque Redondo není úspěšná. V rezervaci nebyly dostatečné zdroje pitné vody a bylo příliš málo palivového dříví pro počet lidí, kteří v rezervaci žili.
Na přemístění do rezervace mají Navahové trpké vzpomínky. Cestu z Navajo území do Bosque Redondo označují za Dlouhou cestu, během níž zemřelo více než 300 Navahů.

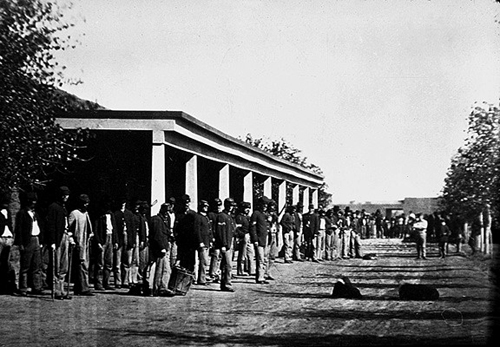
Americké jednotky ve Fort Sumner

V dubnu 1865 bylo v Bosque Redondo internováno asi 8 500 Navahů a 500 Mescalero Apačů. Armáda plánovala rezervaci jen pro 5 000 osob, takže brzy byl problém s nedostatkem jídla. Také vztahy mezi indiány byly problém. Navahové a Mescalero Apači byli dlouho nepřáteli, a tak jejich vynucená blízkost vedla k častým šarvátkám. Životní podmínky v rezervaci nebyly dobré. Lidé neměli pitnou vodu a nebyl dostatek dříví, na kterém by bylo možno vařit. Voda z nedaleké řeky Pecos způsobila vážné střevní problémy a nemoc se rychle rozšířila po celém táboře. Byl nedostatek potravin, jak kvůli neúrodě, tak i kvůli neschopnosti armády a zástupců pro indiánské záležitosti se o indiány postarat.
V roce 1865 se podařilo Mescalero Apačům z rezervace uprchnout. Smlouva z roku 1868 pak umožnila Navahům návrat do jejich vlasti, do „nové rezervace“. Připojily se tam k nim tisíce Navahů, kteří se schovávali ve vnitrozemí Arizonského teritoria.
Pevnost Sumner byla opuštěna v roce 1869 a prodána do soukromých rukou.

## Historické místo Pevnost Sumner
V roce 1968 – sto let po podpisu smlouvy, která umožnila Navahům návrat do jejich původních domovů v oblasti Čtyři rohy – byla pevnost Sumner prohlášena za státní památník Nového Mexika.
Pevnost je nyní spravována divizí ministerstva kultury Nového Mexika. Dne 4. června 2005 bylo otevřeno nové muzeum navržené navažským architektem Davidem N. Sloanem jako Bosque Redondo Memorial. Kongres schválil zřízení památníku v roce 2000.